# Lapisdurowa Polanka
Lapisdurowa Polanka (niem. Lapisblösse, słow. Lapisdurová polianka, węg. Lazúrkő-tisztás) – polana w Dolinie Suchej w słowackich Tatrach Bielskich.
Polana znajduje się około 300 m powyżej Wyżniej Suchej Polany. Od zachodniego jej skraju prowadzi szeroka droga leśna, która zamienia się w ścieżkę Dookólnej Perci. Po 5 minutach dochodzi się nią do Lapisdurowej Polanki. Z prawej strony tej polanki znajduje się wylot Lapisdurowego Żlebu, a pomiędzy nim i główną częścią doliny znajduje się Lapisdurowa Kazalnica.
Lapisdurowa Polanka jest jedną z trzech  polan Doliny Suchej. Pozostałe to Wyżnia i Niżnia Sucha Polana. Cała Dolina Sucha znajduje się na obszarze Tatrzańskiego Parku Narodowego i to na obszarze ochrony ścisłej.
Autorem nazwy polany jest Władysław Cywiński.